# 1958-as magyar tekebajnokság
Az 1958-as magyar tekebajnokság a huszadik magyar bajnokság volt. A férfiak bajnokságát július 10. és 13. között rendezték meg Budapesten, a Bp. Előre Sport utcai pályáján, a nőkét Budapesten, a Gorkij fasori pályán.

## Eredmények
| Versenyszám  | Arany                  | Arany | Ezüst                         | Ezüst | Bronz                              | Bronz |
| ------------ | ---------------------- | ----- | ----------------------------- | ----- | ---------------------------------- | ----- |
| Férfi egyéni | Szabó József Bp. Előre | 922   | Szalai József Ferencvárosi TC | 914   | Rákos József Hódmezővásárhelyi MTE | 898   |
| Női egyéni   | Molnár Emma Bp. Előre  | 430   | Kuzma Erzsébet HM Petőfi      | 421   | Kiss Józsefné Közlekedési Építők   | 419   |